# Saison 2012 du Football Club Tokyo
Maillots
Dernière mise à jour : 30 septembre 2012.
Chronologie
Saison précédente Saison suivante
La saison 2012 du FC Tokyo est la 12e saison du club en première division du championnat du Japon.
Le FC Tokyo a remporté la J. League 2 2011 après sa relégation 1 an plus tôt de la J. League.